# Major Lazer
Major Lazer er et musikalsk projekt bestående af Diplo, Jillionaire, Walshy Fire og Boaz Van De Beatzog og tidligere Switch. Gruppen blev dannet i 2008 og udgav i juni 2009 albummet Guns Don't Kill People... Lazers Do, som bl.a. indeholder sangen
Pon de Floor. Switch forlod projektet i 2011, og Diplo har siden da arbejdet sammen med andre producere om at producere musik og lave shows. I 2013 udkom albummet Free the Universe, som gæstes af bl.a. Wyclef Jean, Bruno Mars og Shaggy. Watch Out for This (Bumaye) fra albummet peakede som nummer 15 på den danske Dance Chart.
Major Lazer udgav i 2015 albummet 'Peace is the mission', hvoraf hittet 'Lean On' med danske MØ var singleforløber for albummet.

## Weblinks
- Wikimedia Commons har flere filer relateret til Major Lazer

| Musikgruppe | Spire Denne artikel om en amerikansk musikgruppe er en spire som bør udbygges. Du er velkommen til at hjælpe Wikipedia ved at udvide den. |